# Bulz, Bihor
Bulz (în limba maghiară Csarnóháza) este satul de reședință al comunei cu același nume din județul Bihor, Crișana, România.
Localitatea este strǎbǎtutǎ de râul Iada, care desparte douǎ unitǎți muntoase: Pǎdurea Craiului și Vlǎdeasa. 

Satul Bulz, este format din 15 cătune: Răstoaca, Pusta, Valea Iadului, Lunca Bulzului, Hârtoape, Cornet, Dosul Ianoșii, Sinzasti, Picior, Fata, Ianoșii, Poinița, Tomatec, Giljești și Valea Vesi. 
Satul Munteni este alcǎtuit din mai multe cătune: Fănești, Dealul Notarășului, Onuțești Măgurice, Bitilești, Petruțești, Tălăncești, Dealu Săracului, Drăgus și Lunca Munteni.  
Satul Remeți este alcătuit din cătunele: Văcărești, Mătești, Costești, Scăioase, Fruntinești, Boncești, Popești, Netede, Corni, Izvor, Mitrești, Lunca, Remeți, Daica și Poiana.

## Istoric
Localitatea Bulz este atestată în anul 1406 sub denumirea de Chornahaza fiind nominalizată ca Possesio Walachalis (sat românesc).

## Obiective turistice
- Peștera cu apă de la Bulz
- Rezervațiile naturale:
  - Vârful Buteasa (2,0 ha).
  - Peștera cu apă din Valea Leșului (0,1 ha)